# Brokk e Eitri

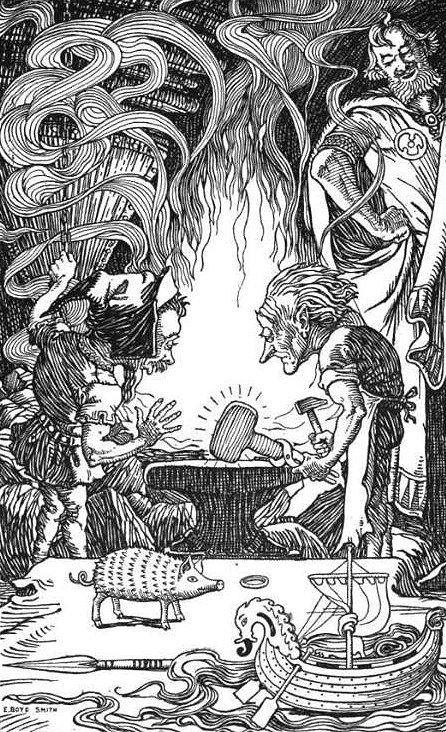
Brokk e Eitri forjando o martelo Mjölnir, observados por Loki.

Na mitologia nórdica, Brokk e Eitri (ou Sindri) são dois irmãos da raça dos anões.
Segundo o Skáldskaparmál, os filhos de Ivaldi criaram o cabelo de Sif, para substituir o cabelo original que Loki havia cortado, o navio de Frey, Skidbladnir, e a lança de Odin, Gungnir. Loki gabava-se que os outros anões não conseguiam criar coisas tão belas ou úteis, e Brokk apostou sua própria cabeça com Loki que seu irmão Eitri poderia criar artigos melhores do que esses.
Eitri começou a trabalhar em sua forja enquanto seu irmão Brokk trabalhava no fole. Loki, na forma de uma mosca, começou a ferroar Brokk, tentando minar seus esforços de manter a fornalha quente. Eitri foi bem sucedido em construir, com uma tira de couro na fornalha, o Javali Dourado Gullinbursti para Frey, enquanto Loki ferroava sua mão. O bracelete de ouro Draupnir para Odin, enquanto Loki ferroava sua nuca. Mas enquanto forjava o martelo Mjölnir, Loki conseguiu distrair Brokk por um momento ferroando o seus olhos, o que fez com que o punho do último fosse mais curto do que deveria ter sido, mas ainda assim o deus Aesir se maravilhou com o presente, fazendo o mesmo sorrir, algo que não era muito comum para o Asgardiano. Thor precisava usar as luvas de ferro Járngreipr quando empunhava o martelo, juntamente do cinto megingjord (o cinto da força) que dobrava a força do deus.
Os Aesir ficaram maravilhados com os presentes de Brokk e Eitri, que assim ganharam a aposta, mas Loki não permitiu que lhe cortassem sua cabeça, pois o ato feriria sua garganta, não incluída na aposta. No entanto, os deuses admitiram que Brokk costurasse a boca de Loki, para que não pudesse gabar-se enquanto a linha não saísse.